# آنزالدو
آنزالدو (به اسپانیایی: Anzaldo) یک منطقهٔ مسکونی در بولیوی است که در کانتون آنزالدو واقع شده‌است. آنزالدو ۱٬۱۷۸ نفر جمعیت دارد.